# USS Sigsbee (DD-502)
Pour les articles homonymes, voir Sigsbee.
L'USS Sigsbee (DD-502) est un destroyer de la classe Fletcher en service dans la Marine des États-Unis pendant la Seconde Guerre mondiale. Il a été nommé en l'honneur du contre-amiral Charles Dwight Sigsbee (1845–1923).

## Construction
Sa quille est posée le 22 juillet 1942 au chantier naval Federal Shipbuilding and Drydock Company de Kearny, dans l'état du New Jersey. Il est lancé le 7 décembre 1942 ; parrainée par Mme A. O. Fischer, et mis en service le 23 janvier 1943.

## Historique

### 1943
Le Sigsbee a terminé son équipement trois semaines plus tard et s'est rendu dans la baie de Casco, dans le Maine, pour dix jours d'exercices d'artillerie et de torpillage avant de se rendre dans la baie de Guantánamo, à Cuba, pour terminer ses essais en mer. Il est retourné au Chantier naval de Brooklyn (Brooklyn Navy Yard), à New York, pour une révision après l'exercice. Une fois la révision terminée, le destroyer escorte le croiseur léger USS Birmingham (CL-62) à base navale de Norfolk (Naval Station Norfolk). Le 4 avril, il a escorté deux pétroliers jusqu'à la baie de Casco et est revenu. Il a ensuite escorté le porte-avions USS Independence (CV-22) et le destroyer USS Guest (DD-472) jusqu'à Trinidad, dans les Antilles britanniques, où le porte-avions a entraîné son groupe aérien. À son retour à Norfolk, le Sigsbee s'est ravitaillé en carburant et, avec le Guest et le USS Earle (DD-635), a escorté le porte-avions USS Lexington (CV-16) à Trinidad, où il est arrivé le 16 mai.
Le 8 juin, le destroyer a été détaché du groupe et s'est rendu indépendamment à New York. Le Sigsbee a opéré entre New York, la baie de Casco et Norfolk jusqu'au 22 juillet. À cette date, le destroyer, avec le USS Harrison (DD-573), le USS Daly (DD-519) et le Lexington, a quitté Norfolk pour se rendre à Pearl Harbor via le canal de Panama. Le canal a été franchi le 27 juillet et le Sigsbee est arrivé à Pearl Harbor le 9 août.
À la mi-août, le Sigsbee s'est joint au groupe opérationnel formé des porte-avions USS Yorktown (CV-10), USS Essex (CV-9) et USS Independence (CVL-22) commandés par le contre-amiral Charles Alan Pownall pour des raids contre l'île Marcus au cours desquels des dommages considérables ont été causés aux installations ennemies. Le Sigsbee est retourné à Pearl Harbor le 8 septembre 1943.
Le Sigsbee était au large de l'île Wake trois semaines plus tard et a participé au bombardement de cette île le 5 octobre.
Le 21 octobre, le destroyer a quitté Pearl Harbor pour se rendre à Efate, aux Nouvelles-Hébrides. Il est arrivé le 5 novembre et a passé les deux semaines suivantes à s'entraîner avec des transports. Le 13 novembre, le Sigsbee est sorti avec l'unité opérationnelle 53.1.4 (TU 53.1.4) pour les îles Gilbert. Les 22 et 23 novembre, il a bombardé Betio, sur l'atoll de Tarawa. Il retourne ensuite à Pearl Harbor le 14 décembre pour une période de disponibilité du chantier.

### 1944
Le 22 janvier 1944, le Sigsbee quitte Pearl Harbor avec la Task Force 52 (TF 52) pour participer à l'assaut et à la prise de Kwajalein, dans les îles Marshall. Le destroyer a bombardé l'île Ennylabegan dans la matinée du 31 janvier et, dans la soirée, le Sigsbee et le USS Ringgold (DD-500) sont entrés dans le lagon pour protéger les navires américains et fournir un feu d'appel aux troupes à terre. Le destroyer est resté dans les îles Marshall jusqu'au 1er mars, date à laquelle il est parti pour Efate. Le 20 mars, le Sigsbee est sorti de là avec la Task Force 37 (TF 37) pour participer au bombardement de Kavieng, en Nouvelle-Irlande.
En avril, le Sigsbee a patrouillé l'entrée de la baie de Humboldt jusqu'au 26 avril, date à laquelle il a contrôlé un convoi vers le cap Cretin. Après avoir patrouillé dans la région de Guadalcanal pendant plusieurs semaines, le Sigsbee rejoint la TU 53.1.14 pour prendre part à la campagne des Mariannes. Le destroyer a bombardé les plages de Guam du 16 au 18 juillet et a couvert les équipes de démolition sous-marine (underwater demolition team - UDT) sur les plages. Il a ensuite rejoint l'écran de piquet radar et est resté au large de Guam jusqu'au 3 août. Le Sigsbee est retourné à la baie de Humboldt pour un mois, puis a rejoint la Task Force 77 (TF 77), s'est rendu à l'île Morotai, dans les Moluques du Nord, et a fourni un appui-feu pour les débarquements sur le Cap Podangi à la mi-septembre.
Le Sigsbee est retourné à la baie de Humboldt et a été affecté à la Task Force 78 (TF 78). La force est sortie le 3 octobre en vue de l'assaut et du débarquement sur Leyte, aux Philippines, le 20 octobre. Après l'invasion de Leyte, le destroyer a fait route vers San Francisco pour une révision, où il est arrivé le 15 novembre 1944. Le Sigsbee est de retour à Pearl Harbor le 19 janvier 1945 et fait ensuite route vers Ulithi où il rejoint la Task Force 58 (TF 58), la Fast Carrier Task Force.

### 1945

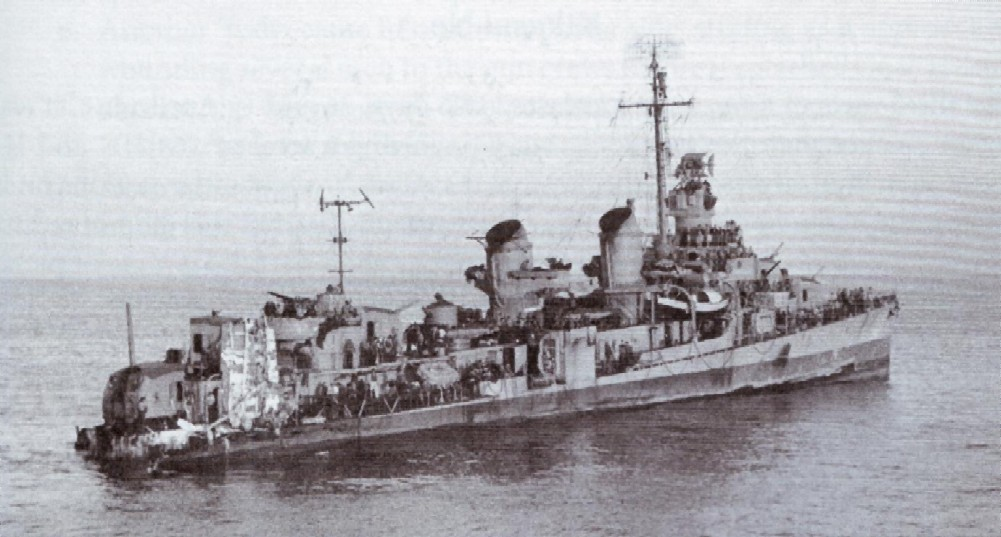
Sigsbee on le 14 avril 1945 après avoir été frappée par un avion suicide kamikaze.

Le 16 février, la force opérationnelle a lancé des frappes aériennes contre le Japon et Okinawa pour soutenir les débarquements sur Iwo Jima. Le 14 mars, les porte-avions rapides et le Sigsbee ont de nouveau quitté Ulithi pour effectuer des frappes aériennes contre les îles japonaises afin de neutraliser les aérodromes en vue de l'assaut à venir sur Okinawa. Le destroyer a ensuite rejoint les navires de surveillance radar au large de cette île et y est resté jusqu'au 14 avril. À cette date, le destroyer a été frappé à l'arrière de son canon numéro cinq par un avion suicide kamikaze. Le moteur bâbord a été mis hors service, le moteur tribord ne pouvait fonctionner qu'à cinq nœuds (9 km/h), le contrôle de la direction a été perdu et le navire a commencé à prendre l'eau. Le commandant Gordon Pai'ea Chung-Hoon, qui commandait le Sigsbee, a continué à combattre son navire et à diriger les tirs anti-aériens, tout en dirigeant les équipes de contrôle des dommages qui ont sauvé son navire. Vingt-trois marins ont été tués dans l'attaque.
Le Sigsbee a été remorqué vers le sud jusqu'à Guam (hors de la zone de combat) où il a été suffisamment réparé pour le long remorquage jusqu'à Pearl Harbor (via Eniwetok). Le destroyer y est arrivé le 7 juin 1945 et on lui a installé une nouvelle poupe de 60 pieds. Prêt à reprendre la mer, le navire quitte le port le 28 septembre en direction de la côte est des États-Unis. Le 22 octobre, il arrive à Philadelphie. La semaine suivante, le navire se rend à Charleston en Caroline du Sud pour préparer son inactivation.

### Après la Seconde Guerre mondiale
Le 1er mai 1946, le destroyer a été mis en service, en réserve. Le 31 mars 1947, le Sigsbee est placé en réserve, hors service, dans la flotte de réserve de l'Atlantique (United States Navy reserve fleets). Le 1er décembre 1974, il a été rayé du registre des navires de la marine (Naval Vessel Register), et le 31 juillet 1975, le navire a été vendu et démoli pour la ferraille.

## Décorations
Le Sigsbee a reçu dix battles stars pour son service pendant la Seconde Guerre mondiale.